# Balcanocerus chalusicus
Balcanocerus chalusicus är en insektsart som beskrevs av Dlabola 1994. Balcanocerus chalusicus ingår i släktet Balcanocerus och familjen dvärgstritar. Inga underarter finns listade i Catalogue of Life.